# (3291) Dunlap
(3291) Dunlap (1982 VX3; 1974 HE2) ist ein ungefähr 22 Kilometer großer Asteroid des äußeren Hauptgürtels, der am 14. November 1982 von den japanischen Astronomen Hiroki Kōsai und Kiichirō Furukawa am Kiso-Observatorium am Berg Ontake-san in Kiso-machi im Landkreis Kiso-gun, Präfektur Nagano in Japan (IAU-Code 381) entdeckt wurde.

## Benennung
Der Asteroid (3291) Dunlap wurde nach Larry Dunlap, einem wissenschaftlichen Mitarbeiter am Lunar and Planetary Laboratory benannt. Er veröffentlichte Lichtkurven von Asteroiden und war später Lehrer für Astronomie am Flandrau Science Center, einem Planetarium. Die Benennung erfolgte auf Vorschlag des niederländisch-US-amerikanischen Astronomen Tom Gehrels. Die Benennung erfolgte im Tausch mit der Benennung des Asteroiden (3290) Azabu.